# María Cristina Gonzalo Pintor
María Cristina Gonzalo Pintor (* 8. Juni 1913 in Santander; † 2005 in Madrid) war eine spanische Architektin und Meteorologin. Sie war eine der ersten drei Absolventinnen eines Architekturstudiums und eine der ersten Meteorologinnen Spaniens.

## Leben
Gonzalo Pintor wurde in Santander geboren, die Familie zog aber schon sehr früh nach Madrid um.
Gonzalo Pintor begann noch vor dem Ausbruch des Bürgerkriegs ein Studium an der Fakultät für Architektur der Universidad de Madrid, zu der Zeit in der dort auch Matilde Ucelay studierte. Die Gebäude der Escuela Técnica Superior de Arquitectura de Madrid mussten erweitert werden, um die Anwesenheit von Frauen zu ermöglichen.
Der Ausbruch des Bürgerkriegs verhinderte, dass sie ihr Studium vor 1940 abschließen konnte. Nach Abschluss ihres Studiums wurde sie in das Colegio Oficial de Arquitectos de Madrid (COAM) (entspricht der Architektenkammer) aufgenommen, dem sie mehr als 43 Jahre lang bis 1984 angehörte.
Ab 1940 arbeitete sie für die Dirección Nacional de Regiones Devastadas y Reparaciones, die durch das Franco-Regime für den Wiederaufbau von Städten und Gebäuden, die durch den Krieg beschädigt worden waren, errichtete und die häufig auf Zwangsarbeit republikanischer politischer Gefangener zurückgriff.
Sie setzte ihr Studium fort, um zu promovieren, und wurde im Februar 1967 eine der ersten Frauen, die in Spanien einen Doktortitel in Architektur erwarb. Parallel dazu absolvierte sie ein Studium der Physik und Mathematik an der Universität Madrid. Nach diesem Studium war sie die zweite Frau, die durch ein Auswahlverfahren in den höheren Dienst des Instituto Nacional de Meteorología aufgenommen wurde, was ihr auch den militärischen Rang eines Comandante (entspricht einem Major) der Spanischen Luftstreitkräfte einbrachte.
Sie wurde nach Santander versetzt und übte ihre gesamte berufliche Tätigkeit in Kantabrien aus. Sie arbeitete am Observatorio Meteorológico de Santander und war bis zu ihrer Pensionierung am 31. Dezember 1978 für den meteorologischen Dienst des Flughafens Santander verantwortlich.
1946 wurde sie zur leitenden Architektin der Architektenkammer Kantabriens (Colegio Oficial de Arquitectos de Cantabria) ernannt, eine Position, die sie bis zu ihrem endgültigen Ausscheiden aus der Kammer innehatte. Sie war Architektin der Gemeinde Los Corrales de Buelna und baute zahlreiche Häuser und Einfamilienhäuser in dieser und anderen Städten Kantabriens, wie Santander, Comillas, Castro Urdiales und anderen.
Gonzalo Pintor war verheiratet mit dem in Bilbao geborenen Lehrer Ángel Ausín Careaga, mit dem sie drei Kinder hatte. Sie liebte den Sport, vor allem das Skifahren, und nahm an einer nationalen Skimeisterschaft in Candanchú teil.
Gonzalo Pintor starb 2005 in Madrid.